# Toloxatone
Il toloxatone è un composto con proprietà di tipo antidepressivo, con caratteristiche simili a quelle della moclobemide, che è stato commercializzato in Francia a partire dal 1984. Il farmaco appartiene alla classe degli inibitori reversibili competitivo delle MAO di tipo A. Per la loro selettività e reversibilità i RIMAs possono essere considerati ugualmente efficaci rispetto ad altri antidepressivi, ma hanno dimostrato di possedere un profilo di sicurezza decisamente migliore rispetto ai primi inibitori della monoamino ossidasi, chiamati IMAO (ad esempio la fenelzina e la tranilcipromina).
Toloxatone, come la molecola analoga moclobemide, evidenzia solo una lieve potenziale interazione con gli effetti pressori indotti dalla tiramina (cosiddetto "effetto-formaggio" in riferimento a cibo contenente tiramina o dopamina) pertanto non richiede restrizioni dietetiche e non tende ad indurre crisi ipertensive. 
In Italia la molecola è statoa commercializzata dalla società Sanofi-Synthelabo con il nome di Umoril nella forma farmaceutica di capsule contenenti 200 mg di principio attivo.

## Farmacodinamica
Il composto è un inibitore reversibile della monoamino ossidasi di tipo A (RIMAs). L'effetto finale del farmaco negli animali sperimentali e nell'uomo, consiste nel blocco del catabolismo di serotonina, noradrenalina e dopamina, le principali ammine biogene implicate nel fenomeno della depressione, e pertanto in un incremento delle rispettive concentrazioni cerebrali. 
La reversibilità dell'inibizione enzimatica consente una grande maneggevolezza del farmaco, in quanto viene meno il rischio di accumulo. 
Il toloxatone ha un effetto disinibente, che è stato messo in evidenza prima nella scimmia e poi anche nell'uomo. 
Il farmaco non è ansiogeno e non presenta neppure caratteristiche sedative o tranquillanti.

## Farmacocinetica
A seguito di somministrazione per os di una dose di 200 mg il toloxatone è rapidamente e completamente assorbito dal tratto gastrointestinale. La concentrazione plasmatica massima (Cmax) di 1,4–3 mg/l viene raggiunta entro 30-60 minuti. L'emivita plasmatica del farmaco è pari a circa 1-1,5 ore.
Il legame con le proteine plasmatiche e del 50% circa, in prevalenza con l'albumina. La molecola nell'organismo viene ampiamente metabolizzata. L'eliminazione avviene essenzialmente attraverso l'emuntorio renale. Il farmaco viene escreto, entro 8 e 12 ore, rispettivamente per l'87% e il 91%, sotto forma di metaboliti dei quali il 5-10% sono rappresentati da toloxatone glucuronide.

## Tossicologia
Studi sperimentali eseguiti sui topi hanno messo in evidenza una DL50 pari a 1500–1850 mg/kg peso corporeo, quando assunto per via orale.

## Usi clinici
Il toloxantone è indicato nel trattamento degli stati depressivi come le depressioni nevrotiche, involutive e reattive e degli episodi melanconici della psicosi maniaco-depressiva. Viene impiegato anche nel trattamento di fasi depressive o atimiche nel corso di altre forme psicotiche.

## Effetti collaterali e indesiderati
In corso di trattamento i principali effetti avversi registrati sono a carico del tratto gastrointestinale e principalmente di natura digestiva (dispepsia, nausea e stipsi).
Si possono anche manifestare vertigini, cefalea, epatiti.
Sono stati anche registrati incidenti legati alla natura della malattia in corso di trattamento, come rimozione dell'inibizione psicomotoria con rischio di suicidio, inversione troppo rapida dell'umore e comparsa di deliri negli psicotici. Altri disturbi di natura psichiatrica segnalati sono aggressività, stato ansioso, fragilità emotiva ed eccessiva tendenza al pianto immotivato, euforia eccessiva.

## Controindicazioni
Il farmaco è controindicato nei soggetti con ipersensibilità individuale nota al principio attivo oppure ad uno qualsiasi degli eccipienti contenuti nella formulazione farmaceutica. Un'ulteriore controindicazione è rappresentata dalla presenza di uno stato maniacale o delirante.
Il composto non deve essere utilizzato in associazione con altri inibitori delle MAO non selettivi. 
Data l'irreversibilità degli inibitori delle MAO non selettivi, e quindi il rischio di accumulo, è necessario aspettare almeno 15 giorni tra il termine di una terapia con questi farmaci e l'inizio di una terapia con toloxatone.

## Dosi terapeutiche
Nei soggetti adulti il farmaco viene somministrato per via orale al dosaggio giornaliero di 600 mg da assumere in dosi refratte in corrispondenza dei pasti. Il trattamento di pazienti anziani (età superiore ai 65 anni) potrebbe richiedere un'eventuale riduzione dei dosaggi.

## Sovradosaggio
In caso di sovradosaggio, volontario o accidentale, i primi sintomi tendono a manifestarsi circa un'ora dopo l'ingestione. Nei casi più lievi gli unici segni e sintomi osservabili consistono in sedazione, sonnolenza e lievi disturbi di tipo adrenergico.
In caso di sovradosaggio massiccio il paziente può manifestare coma e scosse miocloniche.
L'intossicazione è decisamente più grave se il paziente assume anche altri tipi di antidepressivi, come ad esempio gli antidepressivi triciclici. In questo caso si possono associare sintomi riportati anche nelle intossicazioni da inibitori della monoamino ossidasi classici e da antidepressivi triciclici: grave ipotensione arteriosa, ipertono e rigidità muscolare, ipertermia.

## Avvertenze
Se il paziente che assume toloxatone deve essere sottoposto ad anestesia generale è necessario lasciar passare almeno 6 ore dall'ultima somministrazione. 
Nel caso di contemporanea assunzione di farmaci antiipertensivi è consigliabile un controllo frequente della pressione arteriosa. 
In corso di trattamento con toloxatone, come con tutti gli altri farmaci psicotropi, non deve essere assunto etanolo. 
Qualora, in corso di trattamento, il paziente dovesse manifestare ittero o innalzamento dei livelli di transaminasi, l'antidepressivo deve essere immediatamente sospeso.